# Amy Pascal
Amy Beth Pascal (* 25. März 1958 in Los Angeles) ist eine US-amerikanische Managerin und Filmproduzentin.
Von 2006 bis 2015 war sie Co-Vorsitzende von Sony Pictures Entertainment und der zugehörigen Columbia TriStar Motion Picture Group. In dieser Funktion beaufsichtigte sie die gesamten Entwicklungs-, Produktions- und Marketingaktivitäten des Studios.

## Karriere
Im Jahre 2006 war sie auf Platz 15 der jährlichen Topliste der 100 einflussreichsten Frauen im Unterhaltungsgewerbe, veröffentlicht im Hollywood Reporter. 2009 kürte Forbes sie auf Platz 60 der 100 mächtigsten Frauen der Welt.
Nach dem Sony-Hack im November 2014 wurden von den Hackern unter anderem Pascals E-Mails veröffentlicht, wobei auch abfällige Äußerungen über Präsident Barack Obama und diverse Schauspieler und Regisseure bekannt wurden. Im Februar 2015 wurde sie von Sony entlassen. Pascal kündigte an, im Mai 2015 eine eigene Produktionsfirma zu gründen, die einen vierjährigen Finanzierungs- und Vertriebsvertrag mit Sony schließen wird.
2017 war Pascal an der Produktion von Spider-Man: Homecoming beteiligt. Es folgten Die Verlegerin (2017), Venom (2018), Spider-Man: Far From Home (2019) und Spider-Man: No Way Home (2021).
Wie im April 2025 bekannt wurde, soll Pascal gemeinsam mit David Heyman den neuen James-Bond-Film produzieren, der nach der Ära von Daniel Craig in der Titelrolle spielt.

## Filmografie (Auswahl)
- 2016: Ghostbusters (Ghostbusters: Answer the Call)
- 2017: Spider-Man: Homecoming
- 2017: Molly’s Game – Alles auf eine Karte (Molly’s Game)
- 2017: Die Verlegerin (The Post)
- 2018: Verschwörung (The Girl in the Spider's Web)
- 2018: Spider-Man: A New Universe (Spider-Man: Into the Spider-Verse)
- 2018: Venom
- 2019: Spider-Man: Far From Home
- 2019: Little Women
- 2021: Venom: Let There Be Carnage
- 2021: Spider-Man: No Way Home
- 2023: Spider-Man: Across the Spider-Verse
- 2024: Challengers – Rivalen (Challengers)
- 2024: Venom: The Last Dance

## Auszeichnungen (Auswahl)
Oscar
- 2020: Nominierung als Bester Film (Little Women)
- 2024: Nominierung als Bester Animationsfilm (Spider-Man: Across the Spider-Verse)

Producers Guild of America Award
- 2020: Nominierung als Bester Film (Little Women)[7]